# Cityspire
Cityspire é um dos arranha-céus mais altos do mundo, com 248 metros (814 ft). Edificado na cidade de Nova Iorque, Estados Unidos, foi concluído em 1989 com 75 andares.